# Dan P. Rădulescu
Pour les articles homonymes, voir Radulescu.
Dan P. Rădulescu, né le 20 janvier 1928 à Bucarest, est un géologue roumain.

## Biographie
Dan P. Rădulescu naît le 20 janvier 1928 à Bucarest.